# Рожай
Рожай — мала річка у Подольському районі Московської області Росії, притока Петриці, належить до басейну Оки. Друга назва — Сосновка. Довжина — 6 км. Максимальна ширина — гирло (100 метрів) течія слабка, дно глинисте, глибина не більше 1,5 метри. На берегах річки розташовано місто Климовськ.